# Yāsāqleq-e Pā'īn
Yāsāqleq-e Pā'īn (persiska: Yāsāqleq, ياساقلق, ياساقلق پایین) är en ort i Iran.   Den ligger i provinsen Golestan, i den norra delen av landet, 400 km nordost om huvudstaden Teheran. Yāsāqleq-e Pā'īn ligger 277 meter över havet och antalet invånare är 600.
Terrängen runt Yāsāqleq-e Pā'īn är kuperad åt nordväst, men åt sydost är den bergig. Runt Yāsāqleq-e Pā'īn är det ganska glesbefolkat, med 48 invånare per kvadratkilometer. Närmaste större samhälle är Arjanlī, 6,2 km söder om Yāsāqleq-e Pā'īn. Trakten runt Yāsāqleq-e Pā'īn består till största delen av jordbruksmark.